# Mathieu Madénian
Mathieu Madénian (Perpinyà, 23 de juliol de 1976) és un humorista, actor i columnista francès. Ha fet nombroses col·laboracions a la ràdio, a Europe 1, així com a la televisió, a France 2, France 4, C8 i W9.

## Biografia
El seu pare, venedor de pneumàtics, és d'origen armeni; la seva mare té arrels alemanyes i treballa com a treballadora social. Mathieu Madénian va créixer a Saleilles, un poble dels suburbis de Perpinyà, on va obtenir el batxillerat científic amb honors, després un Diploma d'Estudis Avançats en criminologia i un Diploma d'Estudis Superiors Especialitzats en psiquiatria criminal. Als vint-icinc anys, després d'exercir com a advocat, va deixar la seva professió per dedicar-se a la comèdia.
Va començar una carrera com a actor a la sèrie Un gars, une fille. Entre 2000 i 2003, va fer diverses veus en off. Encarna diferents personatges (passant, motorista, professor, client, pilot, estiuejant, etc.) alhora que està present físicament però molt sovint filmat per darrere. Després, va escriure diversos espectacles individuals dirigits per Kader Aoun, amb els quals va actuar sobretot en els teatres Point-Virgule i Trévise de París fins al març de 2012 i va anar de gira fins al desembre de 2014.
De 2010 a 2011, va aparèixer en el programa de ràdio Le Grand Direct des Médias, presentat per Jean-Marc Morandini a Europe 1. Des de setembre del 2010 fins a maig del 2014, també va participar en el programa d'entreteniment Vivement Dimanche Prosecut, presentat per Michel Drucker i emès a France 2. Escriu una columna humorística alternant amb Anne Roumanoff, Nicolas Canteloup i Éric Antoine. A l'inici del 2011 fins a maig del 2013 esdevingué columnista de l'espectacle Faites entrer l'invité, de Michel Drucker a Europe 1.
El setembre de 2011, durant un espectacle de Morandini! a Direct 8, tracta els votants del Front Nacional de «fills de puta»". Sense haver afirmat de cap manera que el comentari controvertit fos humorístic, va ser condemnat a pagar 1.000 euros en concepte de danys i perjudicis a la part i 1.500 euros en costos judicials.
Des de setembre de 2014, col·labora en la revista satírica Charlie Hebdo, on publica una columna setmanal. Es va lliurar de l'atemptat contra Charlie Hebdo; era un dia que havia d'anar a la redacció aquell dia, però no hi va anar perquè es va trobar malament.
Participa en el vídeo Imagine Paris, on, amb una trentena de youtubers més, cobreix Imagine de John Lennon.
A partir de 2016, va crear un clip humorístic amb el seu amic Thomas VDB, titulat Le Message de Madénian et VDB, emès per primera vegada al programa Actuality a France 2. A partir de març de 2017, després que un dels clips tractés sobre els negocis Fillon i Le Pen, va ser rebutjat per France 2 i van passar a emetre's per a W9.
Del 2018 al 2020, va protagonitzar la sèrie Les Bracelets rouge (tres temporades emeses a TF1). A partir del 2019, presenta Génération Paname, un programa emès a France 2 que presenta joves monologuistes.

## Acusació de plagi
L' 11 desembre de 2018, el compte de YouTube Copycomic, unaficionat anònim dels monòlegs, va publicar un vídeo comparatiu que mostrava, segons ell, diferents plagis de Mathieu Madénian de diversos còmics nord-americans i europeus com Sugar Sammy, Thomas N'Gijol, Malik Bentalha, Gad Elmaleh, Dave Chappelle, Tony Saint Laurent, Mademoiselle Dalila, Arthur o Elvira Kurt,.

## Resum de la seva trajectòria mediàtica

### A la ràdio
- 2007: Made in Blagues a Rire et Chansons
- 2009: Nouveaux Talents a Rire et Chansons
- 2010: Europe 1 Soir de Nicolas Demorand a Europe 1; cròniques i autor
- 2010-2011: Le Grand Direct des Médias de Jean-Marc Morandini a Europe 1; cròniques i autor
- 2011-2013: Faites entrer l'invité de Michel Drucker a Europe 1
- 2022-2023: RTL Matin; cròniques (amb la pastilla humoristica «RTL sans filtre»)[17]

### A la televisió
- 2004: Attention ça tourne; comentarista i autor
- 2007: Les Agités du bocal presentat per Alexis Trégarot i Stéphane Blakowski aFrance 4; comentarista i autor, paper de conductor de sala.
- 2008: Pliés en 4, presentat per Cyril Hanouna a France 4; comentarista i autor
- 2009: L'habit ne fait pas Lemoine présentée par Jean-Luc Lemoine; comentarista i autor
- 2012: La Chaîne de la Fin du Monde le 21 décembre sur Syfy; actor
- 2010-2014: Vivement dimanche prochain présentée par Michel Drucker sur France 2; comentarista i autor
- 2016-2017: AcTualiTy, presentat per Thomas Thouroude sur France 2; crònica humorística amb Thomas VDB
- 2017: Le Message de Madénian et VDB aW9; crònica humorística amb Thomas VDB
- 2017: Les Terriens du dimanche a C8; comentarista
- Desde 2019: Génération Paname sur France 2; presentador

## Resum de la seva trajectòria artística

### Com a actor de teatre
- 2004-2005: Tot anirà bé, al cafè-teatre La Providence
- 2006-2008: Love in Kit, al Théâtre des Blancs-Manteaux, després al Théâtre du Temple
- 2008: La Route du Rire, primera part d' Anne Roumanoff, Titoff, Anthony Kavanagh, Patrick Bosso, Gérald Dahan, Jean-Luc Lemoine
- 2009: Stand Up, al cafè-teatre Le Paname
- 2010-2011: One Man Show al teatre Point-Virgule, dirigit per Kader Aoun
- 2011-2012: One Man Show al teatre de Treviso, dirigit per Kader Aoun
- 2012-2015: One Man Show La Tour a França, Bèlgica i Suïssa, dirigit per Kader Aoun
- 2016-2017: En estat d'emergència a l' Apollo Théâtre, dirigit per Kader Aoun
- 2018: de gira per França i països francòfons pel seu espectacle individual En estat d'emergència
- 2019-2020: Mathieu Madenian, Espectacle familiar, dirigit per Kader Aoun, teatre Rond-Point

### Com a actor de cinema
- 2013: Les Gazelles de Mona Achache
- 2014: Tu veux ou tu veux pas de Tonie Marshall :
- 2016: Adopte un veuf de François Desagnat
- 2016: Marseille de Kad Merad
- 2023: La Vie pour de vrai de Dany Boon
- 2023: Pour l'honneur de Philippe Guillard

### Com a autor
- Le Pire de l'année. Le Cherche-Midi, 2013 (Sens de l'humour).
- De pire en pire. Le Cherche-Midi, 2014 (Sens de l'humour).
- Allez tous vous faire enculer. First, 2017 (Humour First).